# Міхаленки
Міхале́нки (рос. Михаленки, марій. Микал почиҥга) — присілок у складі Куженерського району Марій Ел, Росія. Входить до складу Тум'юмучаського сільського поселення.

## Населення
Населення — 6 осіб (2010; 11 у 2002).
Національний склад (станом на 2002 рік):
- марі — 82 %